# Omar Lupi da Rosa Santos
Omar Lupi da Rosa Santos (Rio de Janeiro, 31 de julho de 1967) é um médico brasileiro. Tem graduação em Medicina pela Universidade do Estado do Rio de Janeiro (UERJ) entre 1985/1990, pós-graduação em Dermatologia pela Universidade Federal do Rio de Janeiro (UFRJ) entre 1991/1992, Mestrado em Dermatologia pela UFRJ (1993/1995) e Doutorado em Dermatologia pela mesma instituição entre 1995/1998. Sua formação de pós-doutorado em Imunodermatologia ocorreu na University of Texas Medical Branch (UTMB)/ Sealy Center for Vaccine Development entre 2001/2002, com bolsa de pós-doutorado pelo CNPq. Retornando ao Brasil, submeteu-se ao Concurso de Provas e Títulos para Professor Livre-Docente da Universidade do Estado do Rio de Janeiro (UNIRIO) em 2004. 
É Professor Associado IV da Escola de Medicina e Cirurgia (EMC/UNIRIO), Docente permanente do Curso de Pós-graduação em Clínica Médica da Universidade Federal do Rio de Janeiro (UFRJ), Médico do Serviço de Imunologia Clínica do Hospital Universitário Clementino Fraga Filho (HUCFF/UFRJ).  É Professor Titular e Chefe do Serviço de Dermatologia- Curso de pós-graduação em Dermatologia do Instituto Carlos Chagas/ Policlínica Geral do Rio de Janeiro (PGRJ). 
Sua carreira institucional inclui o cargo de Presidente da Sociedade Brasileira de Dermatologia - Regional Rio de Janeiro (SBD-RJ) em 2005/2006, Vice-presidente da Sociedade Brasileira de Dermatologia (SBD) entre 2007/2008 e a presidência nacional da SBD no biênio 2009/10. Durante sua presidência na SBD, houve um período de grande avanço para a dermatologia brasileira com a indexação do periódico oficial da SBD, os Anais Brasileiros de Dermatologia pelo Index Medicus/PubMed (2009), além da fundação da nova revista científica da SBD, a Surgical & Cosmetic Dermatology. Da mesma maneira, organizou a Campanha Nacional de Prevenção ao Câncer da Pele da SBD do ano de 2009. Está segue sendo reconhecida pelo Livro dos Recordes do Guinness como a maior campanha médica efetuada num único dia no mundo, em 05 de dezembro de 2009, quando 51 mil pessoas foram atendidas em mais de 400 pontos de atendimento em todo o Brasil. 
Após este período, iniciou uma trajetória institucional latino-americana, passando a servir o Colégio Ibero Latino Americano de Dermatologia (CILAD), instituição fundada em 1948. Presidiu o XX Congresso Ibero Latino-americano de Dermatologia na cidade do Rio de Janeiro em 2014. Foi secretário-geral e coordenador do programa científico do XXII Congresso do CILAD na cidade de São Paulo, em 2018. Assumiu a vice-presidência da instituição entre 2012/2024 e foi, por fim, eleito como primeiro presidente brasileiro do CILAD após 34 anos, em novembro de 2024. Presidiu o CILAD pelo biênio 2024/2026 procurando integrar a dermatologia brasileira e iberoamericana de uma forma mais profunda e harmoniosa.  
Foi eleito para o Board da International League of Dermatological Societies (ILDS), no período de 2015/2023, quando assumiu múltiplas funções com destaque para a vice-presidência da International Foundation of Dermatology (IFD) no período 2015/2019. Neste período, participou da organização do World Congress of Dermatology (WCD) em Milão (24th WCD 2019) e em Singapura (25th WCD 2023). Recebeu da Academia Européia de Dermatologia (EADV) o Prêmio de Dermatologista Internacional do ano de 2023, por reconhecimento à sua contribuição à dermatologia internacional.   
Foi eleito membro da Academia Nacional de Medicina em 2011, ocupando a Cadeira 57, que tem Juliano Moreira como patrono. Sua atuação na ANM incluiu a função de segundo-secretário (2014/15), tesoureiro (2016/17) e secretário-geral (2024/25) da instituição. 